# Verwaltungsgemeinschaft Metten
Die Verwaltungsgemeinschaft Metten im niederbayerischen Landkreis Deggendorf wurde im Zuge der Gemeindegebietsreform am 1. Mai 1978 gegründet und zum 1. Januar 1980 bereits wieder aufgelöst.
Ihr gehörten die Gemeinden Metten und Offenberg an.
Sitz der Verwaltungsgemeinschaft war Metten.